# Weddellita
La weddellita es un mineral de la clase de los minerales orgánicos. Fue descubierta en 1942 en el mar de Weddell (Antártida), siendo nombrada así por esta localización. Un sinónimo poco usado en mineralogía es su nombre bioquímico: "oxalato cálcico hidratado".

## Características químicas
Químicamente es una sal oxalato hidratado de calcio, que se deshidrata rápidamente en whewellita (CaC2O4·H2O) en cuanto se expone al aire.
Además de los elementos de su fórmula, suele llevar como impureza materia orgánica.

## Formación y yacimientos
Se ha encontrado en los lodos del fondo marino del océano Ártico. Se forma de manera autigénica en los sedimentos y turba del fondo, en sedimentos lacustres calcáreos; también formado por la reacción entre calcita y ácido oxálico derivado de los líquenes, también a partir de disoluciones derivadas de guano de murciélago.
En los yacimientos producidos a partir de guano se ha encontrado asociado a otros minerales como: whewellita, urea, fosfammita o aftitalita.